# アンネ・クレマー
アンネ・クレマー（Anne Kremer, 1975年10月17日 - ）は、ルクセンブルク・ルクセンブルク市出身の女子プロテニス選手。WTAツアーでシングルス2勝を挙げた。シングルス自己最高ランキングは18位。身長165cm、体重55kg、右利き。ベースライン・プレーヤーで、両手打ちのバックハンド・ストロークを最大の武器にした。

## 来歴
クレマーはテニス選手のほとんどいないルクセンブルクで、1991年から競技経歴を始めたが、長い間アマチュア選手であった。1996年のウィンブルドンで4大大会にデビューした時は、予選3試合を勝ち上がった後、本戦1回戦で日本の杉山愛に 5-7, 4-6 で敗れた。同年のアトランタ五輪でオリンピックに初出場した時は、開会式でルクセンブルク代表選手の旗手に選ばれた。この時は女子シングルス1回戦でリンゼイ・ダベンポートに敗れる。1997年のウィンブルドン1回戦で、クレマーは当時最年少世界ランキング1位になったばかりのマルチナ・ヒンギスに 4-6, 4-6 で敗れた。学生時代はアメリカのスタンフォード大学でプレーし、同大学をNCAAの女子テニス選手権団体優勝に導いたこともあったため、クレマーのプロ転向は比較的遅く、1998年9月になってからである。この時、クレマーは間もなく23歳を迎える頃であった。
1999年、プロ選手生活に専念し始めたクレマーはすべての4大大会で初戦を突破する。同年のウィンブルドン3回戦では、当時16歳の新星エレナ・ドキッチ（当時はオーストラリア国籍）とともにセンター・コートでプレーした。ドキッチはこの大会の1回戦でマルチナ・ヒンギスを 6-2, 6-0 で破って一躍有名になり、彼女の試合ぶりが大きな注目を集めていた時だったが、クレマーはドキッチに 7-6, 3-6, 4-6 の逆転で敗れた。2000年に、クレマーは1月初頭のニュージーランド・オークランドの大会と11月のタイ・パタヤの大会で女子ツアー2勝を挙げた。この年はシドニー五輪で2度目のオリンピック出場を果たしたが、シングルス2回戦で南アフリカ代表のアマンダ・クッツァーに敗れている。
その後のクレマーは、2002年全仏オープンと2004年ウィンブルドンで3回戦進出があり、アテネ五輪で3度目のオリンピックにも出場した。2007年の全豪オープンでは、クレマーは予選勝者としてプレーし、本戦1回戦でオランダのミハエラ・クライチェクを破ったが、2回戦でセリーナ・ウィリアムズに敗退した。
2008年のシーズンは右手首の故障に悩み、全仏オープンでソラナ・チルステア（ルーマニア）との1回戦を途中棄権した後、長期間ツアーを離脱した。2009年3月からは再び女子ツアー下部大会でプレーしている。2011年全豪オープンで予選を勝ち上がり3年ぶりに4大大会の本戦に出場した。
クレマーは2014年2月のフェドカップを最後に公式戦出場が途絶えている。

## WTAツアー決勝進出結果

### シングルス: 4回 (2勝2敗)
| 大会グレード         |
| -------------------- |
| グランドスラム (0–0) |
| ティア I (0–0)       |
| ティア II (0–0)      |
| ティア III (0–0)     |
| ティア IV & V (2–2)  |

| 結果   | No. | 決勝日         | 大会         | サーフェス | 対戦相手             | スコア        |
| ------ | --- | -------------- | ------------ | ---------- | -------------------- | ------------- |
| 準優勝 | 1.  | 1999年11月21日 | パタヤ       | ハード     | マグダレナ・マレーバ | 6–4, 1–6, 2–6 |
| 優勝   | 1.  | 2000年1月8日   | オークランド | ハード     | カーラ・ブラック     | 6–4, 6–4      |
| 優勝   | 2.  | 2000年11月19日 | パタヤ       | ハード     | タチアナ・パノワ     | 6–1, 6–4      |
| 準優勝 | 2.  | 2001年4月22日  | ブダペスト   | クレー     | マグダレナ・マレーバ | 6-3, 2-6, 4-6 |

## 4大大会シングルス成績
略語の説明
| W | F | SF | QF | #R | RR | Q# | LQ | A | Z# | PO | G | S | B | NMS | P | NH |

W=優勝, F=準優勝, SF=ベスト4, QF=ベスト8, #R=#回戦敗退, RR=ラウンドロビン敗退, Q#=予選#回戦敗退, LQ=予選敗退, A=大会不参加, Z#=デビスカップ/BJKカップ地域ゾーン, PO=デビスカップ/BJKカッププレーオフ, G=オリンピック金メダル, S=オリンピック銀メダル, B=オリンピック銅メダル, NMS=マスターズシリーズから降格, P=開催延期, NH=開催なし.
| 大会           | 1996 | 1997 | 1998 | 1999 | 2000 | 2001 | 2002 | 2003 | 2004 | 2005 | 2006 | 2007 | 2008 | 2009 | 2010 | 2011 | 通算成績 |
| -------------- | ---- | ---- | ---- | ---- | ---- | ---- | ---- | ---- | ---- | ---- | ---- | ---- | ---- | ---- | ---- | ---- | -------- |
| 全豪オープン   | A    | 1R   | LQ   | 2R   | 1R   | 2R   | 2R   | 2R   | A    | 1R   | LQ   | 2R   | 2R   | A    | A    | 1R   | 6–10     |
| 全仏オープン   | LQ   | LQ   | A    | 2R   | 2R   | 2R   | 3R   | A    | A    | 1R   | LQ   | 1R   | 1R   | A    | A    | LQ   | 5–7      |
| ウィンブルドン | 1R   | 1R   | LQ   | 3R   | 1R   | 1R   | 2R   | A    | 3R   | 2R   | A    | 1R   | A    | A    | A    | LQ   | 6–9      |
| 全米オープン   | LQ   | LQ   | 2R   | 2R   | 2R   | 1R   | 1R   | A    | LQ   | 1R   | LQ   | LQ   | A    | LQ   | LQ   | LQ   | 3–6      |